# Reginald Ansett
Sir Reginald Ansett, född 13 februari 1909 nära Bendigo i Victoria i Australien, död 23 december 1981, var en australisk företagare. 
Ansett startade flygbolaget Ansett Australia 1936 efter att myndigheterna genom lagstiftning satt stopp för hans chaufförsverksamhet eftersom den konkurrerade med järnvägen. Han var kvar som VD för sitt företag fram till 1980, varefter han enbart var styrelseordförande.